# Synaxis mosesiani
Synaxis mosesiani là một loài bướm đêm trong họ Geometridae.